# Lissonota excelsa
Lissonota excelsa är en stekelart som beskrevs av Otto Schmiedeknecht 1900. Lissonota excelsa ingår i släktet Lissonota, och familjen brokparasitsteklar. Arten är reproducerande i Sverige. Inga underarter finns listade.